# Estación Loma Colorada
Loma Colorada era una estación que formaba parte del Ramal Concepción-Curanilahue. Fue construida junto con el FC Particular a Curanilahue. En la década de 1950 pasó a los Ferrocarriles del Estado. Su edificio se ubicaba en Loma Colorada, llamado actualmente Lomas Coloradas, comuna de San Pedro de La Paz. El patio poseía la línea principal y una línea local. A finales de la década de 1970 ya dejaron de correr servicios normales de pasajeros. Eventualmente, se hicieron servicios facultativos después de esa fecha, pero de carácter turístico o servicios especiales.
Con el Plan Biovías, se recuperó el patio de la estación. La casa estación es ocupada como casa habitación, y las nuevas instalaciones para pasajeros fueron desplazadas unos 100 m al sur, acercándolas a los nuevos desarrollos inmobiliarios del sector. La nueva Bioestación continuadora, Lomas Coloradas, fue inaugurada el 24 de noviembre de 2005. 
- Datos: Q5843399